# イアンパヌ

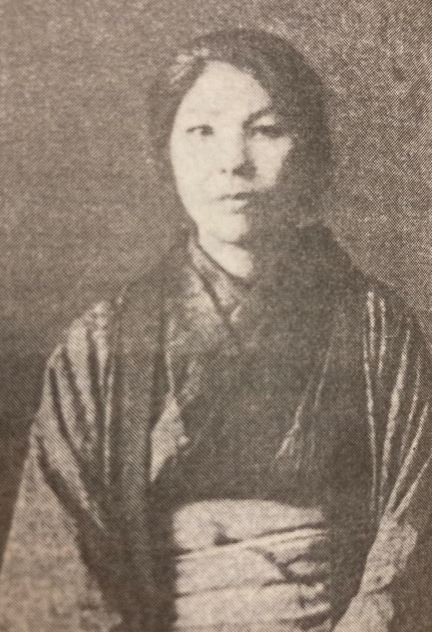

イアンパヌ（嘉永6年（1853年） - 大正13年（1924年） 8月30日）は、北海道日高地方出身のアイヌの女性。イアンパヌという名前は、「賢い人」という意味だという。
秋田出身の鈴木亀蔵が北海道に渡り、千歳群漁村（恵庭市漁町付近）で漁場監察をしていたころ、イアンパヌは漁村方面に出ており亀蔵と知り合った。明治10年（1877年） 鈴木亀蔵と共に上川 忠別太（ちゅうべつぶと。石狩川と忠別川の合流点）の中州（現在の旭川市亀吉町）に草小屋を立て移住し、アイヌ語話者であるイアンパヌは、アイヌと交易をする亀蔵の商売を手伝った。
明治23年（1890年） 、旭川村が設置され、旭川村への和人移住者が増えたことにより、旭川の和人と交易するようになる。当時は不公平な交換を強いる和人が多かったが、イアンパヌは人々から信頼されるよう、丁寧に接し、和人・アイヌ間の親交をはかる為に尽くした。その年、鈴木亀蔵は札幌から移住してきた笠原喜助・喜八郎兄弟と共に笠原酒造店を興す。
イアンパヌは夫の商売を支えたが、明治29年（1896年）ごろ、身を引く形で鈴木亀蔵と離縁し、名寄の内淵に一人で移り住んだ。
名寄では、名前を『大貫イアンパヌ（あい）』という和風の名前とし、親の無い子の養育をしたり、アイヌ給与地を守る運動などを行ったり、アイヌの生活を向上させる為に献身的に尽くし、アイヌ達からはオッカヨネノコラチ（女傑）の名で呼ばれ地域の女性リーダー的な活躍をしたが、大正13年(1924年) 8月30日 天塩川に鮭を取りに行った際に事故で亡くなった。
イアンパヌは、色白く、当時のアイヌ女性にしては珍しく上唇に小さなあるかないかと見分けつかぬ入墨があったが、愛嬌があり、アイヌの間でもピリカメノコ（美人）であったと言われている。
名寄時代のイアンパヌのエピソード
- 美しい女性でありながら熊猟をした。
- ユーカラが得意だった。
- 男性がやることはなんでもした。
- 集落の真中に集会所を作り、付近のアイヌ民族に日本語やカタカナを教えていた。
- いつも数人の孤児を育ていて、駅で保護した子を宮城県にいた親類と再会させたこともあった。
- 和人が使わない土地でアイヌに農業をさせる法律が作られ、アイヌが申込をした土地を和人の業者が騙し取ろうとした。イアンパヌは札幌の北海道庁まで行き、これを止めさせた。
- 1909年(明治42年)には、登別出身で旭川の近文コタン在住の金成イメカヌ（和名マツ）がキリスト教の布教のために日曜学校を開き、そこでユーカラを語ったが、そこには砂沢クラの母である川村ムイサッマッや杉村キナラブック、日高から平賀サダモといったユーカラの名手が訪ねてきて、その中にイアンパヌも加わり、たがいの語りを聞いては楽しんだ。
- イアンパヌの暮らしは、貧しいながらも助け合い、「清貧」と表現された。

## 概要
- 嘉永6年（1853年）日高地方で生まれる。大正7年(1918年)に名寄を訪れた大谷句佛に語った事によると、日高の静内出身と思われる。[5]
- 明治5年（1872年）ごろ、鈴木亀蔵と知り合い、亀蔵の商売を手伝う。
- 明治10年（1877年）24歳。鈴木亀蔵と共に上川 忠別太の中州（現在の旭川市亀吉）に移住。
- 明治17年（1884年）ごろ、鈴木亀蔵との間に長男 鶴蔵を設ける。
- 明治23年（1890年）37歳。旭川村が設置され移住者が増え始める。鈴木亀蔵 笠井酒造店を興す。
- 明治29年（1896年）ごろ、鈴木亀蔵と離縁し、名寄 内淵に独りで移り住む。43歳。
- 明治35年（1902年）6月 鈴木亀蔵が51歳で病死。
- 大正5年(1916年)-大正13年(1924年) アイヌ給与地の農地を守る活動に従事。
- 大正13年（1924年）天塩川に鮭を取りに行った際に事故で亡くなる。71歳。